# Спомен-чесма Стевана Сремца
Спомен-чесма Стевана Сремца је јавна чесма у Нишу. Постављена је на Тргу Стевана Сремца на почетку Копитареве улице, познате и као Казанџијско сокаче.
У непосредној близини је и Споменик Стевану Сремцу и Калчи. Чесму са четири луле поставиле су Нишлије 2006. године и на њој четири спомен плоче са именом чесме и барељефом са ликом писца, текстови на српском и енглеском језику о Сремцу и плоча са именима главних јунака приповетке Зона Замфирова.